# Saint-Pierremont, Vosges
Saint-Pierremont är en kommun i departementet Vosges i regionen Grand Est (tidigare regionen Lorraine) i nordöstra Frankrike. Kommunen ligger i kantonen Rambervillers som tillhör arrondissementet Épinal. År 2022 hade Saint-Pierremont 153 invånare.

## Befolkningsutveckling
Antalet invånare i kommunen Saint-Pierremont
| Referens: INSEE |